# 키나미 하루카
키나미 하루카(일본어: 木南 晴夏, 영어: Haruka Kinami, 본명: 타마키 하루카, 1985년 8월 9일~)는 일본의 배우이다. 오사카부 도요나카시 출신이며, 소속사는 호리프로이다.

## 인물
- 학력: 효고현립 다카라키타고등학교(兵庫県立宝塚北高等学校)에 재학 중 연예계 활동을 시작하면서 도쿄의 학교로 전학. 2008년 고쿠가쿠인 대학 문학부 졸업.
- 취미: 클래식 발레 , 보컬 , 일본 무용, 영화 감상, 독서
- 특기: 댄스, 리듬 체조. 한국어와 영어는 일상 회화 정도 가능하다.

## 출연

### 영화
- 《20세기 소년》 - 고이즈미 쿄코 역.
  - 제2장 - 마지막 희망(2008)
  - 최종장 - 우리들의 깃발(2009)
- 《네가 춤추는 여름》(2010) - 노가미 카오리 역(주연)
- 《소름 - 극장판》(2012)- 무로이 유미코 역
- 《그 밤의 사무라이》(2012)- 고바야시 아키코 역
- 《터그 오브 워!》(2012)
- 《Clover》(2014)
- 《April Fools》(2015) - 4월 1일 공개
- 《엄마의 레시피》(ママ、ごはんまだ？, 2017년 2월 11일) - 타에 역
- 《좋아해, 너를》(知らない、ふたり, 2017년 9월 14일) - 카나코(加奈子) 역
- 《유토리입니다만 무슨 문제 있습니까 인터내셔널》(ユトリですが何か問題でも?インターナショナル, 2023년 10월 13일) - 최시네 역

### 극장판 애니메이션
- 《짱구는 못말려 극장판: 신혼여행 허리케인 ~사라진 아빠~》(2020년) - 인디아나 준코 역.

### 드라마
- 2005년 《바람의 하루카》
- 2006년 《아키바하라@딥》
- 2006년 《단도리》
- 2007년 《반짝반짝 연수의》
- 2007년 《섹시 보이스 앤 로보》
- 2007년 《특급 다나카 3호》
- 2007년 《탐정학원Q》
- 2009년 《제니게바》아카네 역
- 2010년 《코드 블루 시즌 2》
- 2010년 《솔직하지 못해서》 박민하 역
- 2010년 《10년 후에도 너를 사랑해》
- 2011년 《보스 시즌 2》
- 2011년 《용사 요시히코와 마왕의 성》 무라사키 역
- 2011년 《수수께끼 풀이는 저녁식사 후에》 요시모토 히토미 역
- 2012년 《가족팔경 Nanase, Telepathy Girls' Ballad》 히다 나나세 역
- 2012년 《용사 요시히코와 악령의 열쇠》 무라사키 역
- 2014년 《오후코상》 오오니시 아이리(大西 愛里) 역
- 2014년 《메꽃~평일 오후 3시의 연인들~》 하세가와 미스즈 역
- 2015년 《아부의 달인 ~ 올바른 XX의 칭찬법》 우라하라 리사(浦原理沙) 역
- 2015년 《망상 그녀》 카마쿠라 유키 역
- 2016년 《불티》 사사키 코토메 역
- 2017년 《시각탐정 히구라시 타비토》
- 2019년 《특촬 가가가》 유코 키타시로 역